# جين ألين
جين ألين (بالإنجليزية: Irwin Allen)‏ (و. 1916 – 1991 م) هو مخرج أفلام، ومخرج تلفزيوني، ومنتج أفلام، وكاتب سيناريو أمريكي، ولد في نيويورك، توفي في سانتا مونيكا، كاليفورنيا، عن عمر يناهز 75 عاماً، بسبب نوبة قلبية.

## جوائز وترشيحات
حصل على جوائز منها:
جوائز
- جائزة الأوسكار لأفضل فيلم وثائقي

ترشيحات
- جائزة الأوسكار لأفضل فيلم، عن عمل: الجحيم المرتفع

ترشح لـ:
- جائزة الأوسكار لأفضل فيلم، عن عمل: الجحيم المرتفع
- جائزة الأوسكار لأفضل فيلم وثائقي، عن عمل: The Sea Around Us (film) [الإنجليزية]‏.

## وصلات خارجية
- جين ألين على موقع IMDb (الإنجليزية)
- جين ألين على موقع ألو سيني (الفرنسية)
- جين ألين على موقع تيرنر كلاسيك موفيز (الإنجليزية)
- جين ألين على موقع أول موفي (الإنجليزية)
- جين ألين على موقع قاعدة بيانات الأفلام السويدية (السويدية)
- جين ألين على موقع إن إن دي بي (الإنجليزية)
- جين ألين على موقع قاعدة بيانات الفيلم (الإنجليزية)
- جين ألين على موقع كينوبويسك (الروسية)